# Amblysemius
Genre
Amblysemius est un genre fossile de poissons d’eau douce de l’ordre des Amiiformes. Il a vécu lors du Jurassique supérieur. Ses restes fossiles ont été mis au jour en France et en Allemagne.

## Liste d’espèces
Selon GBIF (15 décembre 2020) :
- Amblysemius bellicianus Thiollière, 1852
- Amblysemius pachyurus (Agassiz, 1832)

## Galerie

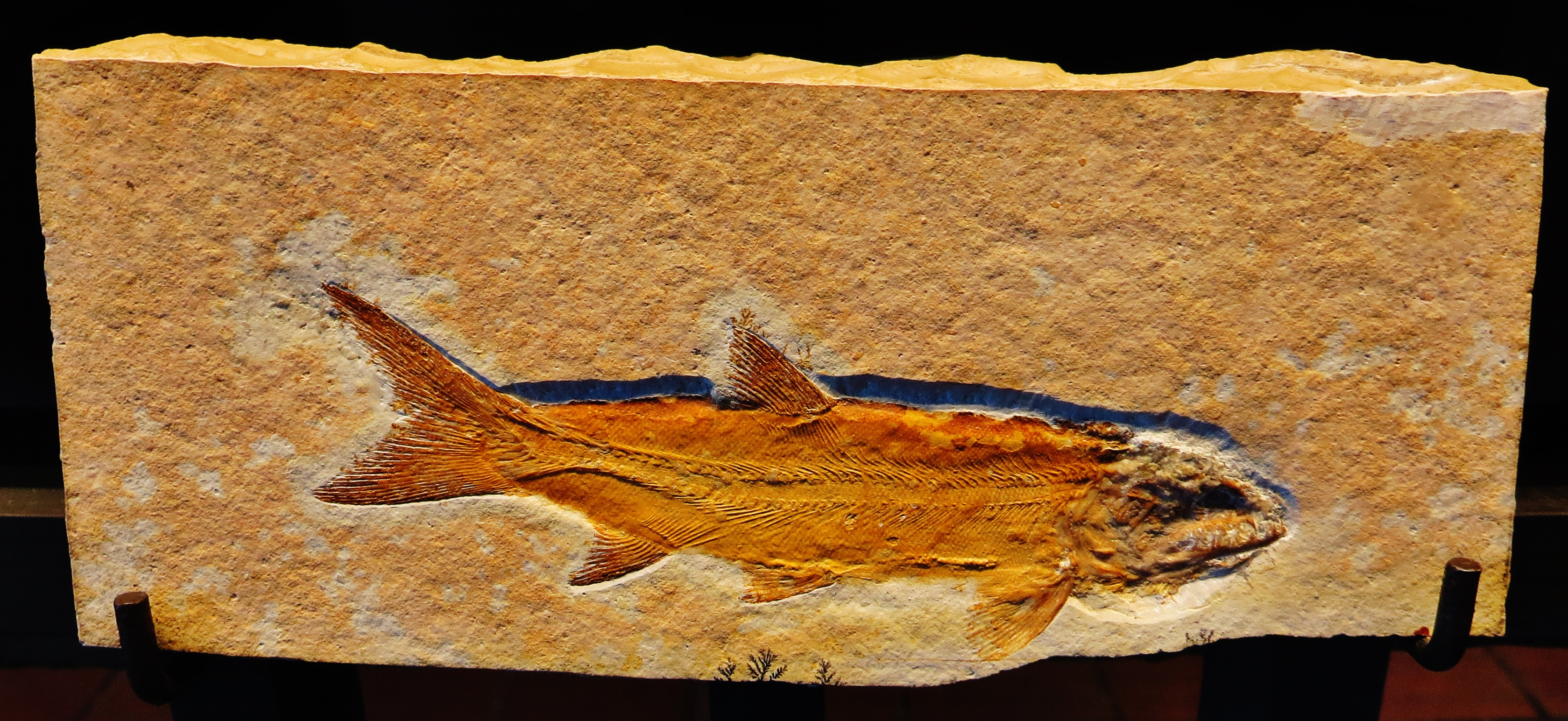
Fossile d’Amblysemius bellicianus